# Саша Божовић
Саша Божовић (рођ. Магазиновић; Београд, 4. август 1912 — Београд, 10. децембар 1995) била је лекарка, књижевница и учесница Народноослободилачке борбе Југославије. Ауторка је књижевног дјела Теби моја Долорес које је доживјело седам издања и проглашено за најчитанију књигу у СФРЈ 1980. године.

## Биографија
Рођена је 4. августа 1912. године у Београду. Потиче из познате српске свештеничко-официрске породице Магазиновић. Њен отац се звао Саво.
Медицински факултет је завршила 1937. године у Београду. Након бомбардовања Београда, 6. априла 1941. године, као трудница заједно са супругом др Бориславом Божовићем отишла је у Подгорицу, родно мјесто њеног супруга. Пошто је њен муж био један од главних организатора устанка у Црној Гори, јула 1941. године, послије његовог одласка у партизане, њу Италијани хапсе и одводе у затвор, а потом је шаљу у логор у граду Каваји у Албанији. Пошто је била пред порођајем почетком новембра је била пребачена у болницу у Тирани, гдје се 9. новембра породила и добила ћерку. Дала јој је име Долорес, по учесници Шпанског грађанског рата и револуционарки Долорес Ибарури чувеној „Ла Пасионарији“. Крајем 1941. године, заједно са ћеркицом је размијењена за италијанске официре које су заробили партизани.
Потом је прешла на ослобођену територију Црне Горе у Пипере, гдје је као љекарка формирала прве сеоске партизанске болнице у Црној Гори. Најприје је била руководилац болнице, а касније и санитета, прво у Другој пролетерској ударној бригади, а затим у Другој пролетерској дивизији. Кћерка Долорес „Мала партизанка“ (како је једном приликом од миља назвао народни херој Сава Ковачевић), једна од многих невиних фашистичких жртава. Умрла је 7. марта 1943. године, када јој је било свега годину и по дана, од последица смрзавања, исцрпљености и глади, за вријеме марша, током Четврте непријатељске офанзиве познатије као Битка на Неретви. Умрла је непосредно прије преласка Централне болнице и рањеника преко Неретве, у селу Шћиту, код Прозора где је у близини зидина фрањевачког самостана и сахрањена (самостан је једна од грађевина некадашњег села Шћит која није потопљена формирањем акумулације Јабланичког језера послије ослобођења Југославије). 
Дана 28. септембра 1943. године, у Србији, возећи се камионом путем од Пљеваља ка Пријепољу, испред села Јабука бива рањена у ноге, једина преживјевши четничку заседу у којој су између осталих погинули — Богдан Радан, политички комесар болнице и Бошко Буха, народни херој. Заседом је командовао мајор Ђорђије Лашић, командант лимских четничких одреда, који је игром судбине, рањеној љекарки поштедео живот, јер је током њеног ислеђивања на лицу места, случајно присутни локални парох схватио да се ради о потомку чувене свештеничке породице Магазиновић, чије је чланове лично познавао. Акцијом својих сабораца бива ослобођена и као рањеник наставља да руководи радом болнице. По ослобођењу Београда, октобра 1944. године постављена је за војног делегата при Црвеном крсту Југославије. У чланство Комунистичке партије Југославије (КПЈ) примљена је новембра 1944. године. Из рата је изашла са чином пуковника. 
По завршетку рата постала је члан Главног одбора Црвеног крста Југославије, била је замјеник начелника војне болнице у Београду а потом је као специјалиста пулмологије била дугогодишњи начелник Антитуберкулозног института. Касније се остварила и као писац — своје прво књижевно дјело „Теби моја Долорес“ је посветила својој преминулој ћерци Долорес чији губитак никада није могла да прежали. Ово дјело је штампано седам пута у укупном тиражу од 70.000 примјерака и била је најчитаније дјело у СФРЈ 1980. године. 
Њен супруг академик проф. др Борислав Божовић (1913—1987) из рата је изашао са чином генерал-мајора и професионалну каријеру наставио је као председник медицинског одељења САНУ, интерниста-ендокринолог, директор Интерне Б клинике и професор на Медицинском факултету у Београду чији је декан био у више мандата и лични лекар председника СФРЈ Јосипа Броза Тита. 
Потомци - синови Иван и Славко (чланови прве поставе рок групе Црни Бисери) и ћерка Ива (данас гинеколог у Арапским Емиратима- Катару). Од сина Ивана и снаје Наташе добила је унуку Долорес (данас сви чланови породице Ивана Божовића живе и раде у САД). 
Умрла је 10. децембра 1995. године у Београду.
Носилац је Партизанске споменице 1941. и више других југословенских одликовања.

## Дјела
- Теби моја Долорес, Београд (1978)
- Све наше Долорес, Београд (1983)
- Ратне љубави, Београд (1985)
- Косовка девојка, Београд (1989)